# ADAL
ADAL (англ. Adenosine deaminase like) – білок, який кодується однойменним геном, розташованим у людей на 15-й хромосомі. Довжина поліпептидного ланцюга білка становить 355 амінокислот, а молекулярна маса — 40 264.
| 10         |  | 20         |  | 30         |  | 40         |  | 50         |
| ---------- |  | ---------- |  | ---------- |  | ---------- |  | ---------- |
| MIEAEEQQPC |  | KTDFYSELPK |  | VELHAHLNGS |  | ISSHTMKKLI |  | AQKPDLKIHD |
| QMTVIDKGKK |  | RTLEECFQMF |  | QTIHQLTSSP |  | EDILMVTKDV |  | IKEFADDGVK |
| YLELRSTPRR |  | ENATGMTKKT |  | YVESILEGIK |  | QSKQENLDID |  | VRYLIAVDRR |
| GGPLVAKETV |  | KLAEEFFLST |  | EGTVLGLDLS |  | GDPTVGQAKD |  | FLEPLLEAKK |
| AGLKLALHLS |  | EIPNQKKETQ |  | ILLDLLPDRI |  | GHGTFLNSGE |  | GGSLDLVDFV |
| RQHRIPLELC |  | LTSNVKSQTV |  | PSYDQHHFGF |  | WYSIAHPSVI |  | CTDDKGVFAT |
| HLSQEYQLAA |  | ETFNLTQSQV |  | WDLSYESINY |  | IFASDSTRSE |  | LRKKWNHLKP |
| RVLHI      |  |            |  |            |  |            |  |            |

A: Аланін

C: Цистеїн

D: Аспарагінова кислота

E: Глутамінова кислота

F: Фенілаланін

G: Гліцин

H: Гістидин

I: Ізолейцин

K: Лізин

L: Лейцин

M: Метіонін

N: Аспарагін

P: Пролін

Q: Глутамін

R: Аргінін

S: Серин

T: Треонін

V: Валін

W: Триптофан

Кодований геном білок за функцією належить до гідролаз. 
Задіяний у таких біологічних процесах, як метаболізм нуклеотидів, альтернативний сплайсинг. 
Білок має сайт для зв'язування з іонами металів, іоном цинку. 